# Cristovão Falcão
Cristovão Falcão auch als Cristovão de Sousa bekannt (* um 1515 oder 1518 in Portalegre, Portugal; † um 1553 oder 1557) war ein portugiesischer Dichter der Renaissance.

## Leben
Cristovão Falcão war Sohn von João Falcão, dem Gouverneur von El Mina, Ghana. Er war adliger Abstammung. Er bereiste Italien und war fünf Jahre im Gefängnis. Zwischen 1545 und 1547 war er Gouverneur von Arguin an der Küste Afrikas. 1553 heiratete er. Er starb zwischen 1553 und 1557, der genaue Sterbeort ist nicht bekannt.

## Werk
Sein bedeutendstes Werk, die Elogensammlung Crisfal, wird zwischen 1543 und 1546 veröffentlicht und zählt neben den Elogen von Bernardim Ribeiro zu den schönsten portugiesischen Renaissancegedichten. Sein Buch wird 1554 in Ferrara ins Italienische übertragen und 1559 sogar in Köln auf Deutsch gedruckt.
- Crisfal, Eclogas, 1543 ate 1546.